# Goniopteroloba fuscata
Goniopteroloba fuscata är en fjärilsart som beskrevs av W. Warren 1897. Goniopteroloba fuscata ingår i släktet Goniopteroloba och familjen mätare. Inga underarter finns listade i Catalogue of Life.